# Eduardo Haro Tecglen
Eduardo Haro Tecglen [eˈðu̯arðo ˈaɾo ˈtekglen] (* 30. Juni 1924 in Pozuelo de Alarcón; † 19. Oktober 2005 in Madrid) war ein spanischer Schriftsteller, Journalist, Kolumnist und Anti-Franquist.

## Leben
Tecglen startete seine Karriere als Sportjournalist. Später war er Korrespondent in der damals spanisch-marokkanischen Stadt Tetuan. Er war Chefredakteur des Magazins Tiempo de Historia und Leiter des spanischen Auslandssenders Radio Exterior.
Eduardo Haro Tecglen war in den 1970ern Chef des spanischen Nachrichtenmagazins Triunfo und unterlag oftmals dem Presseverbot des Diktators Francisco Franco.
Bis zu seinem Tode arbeitete er als Kolumnist für die größte spanische Tageszeitung El País.

## Werke
- El niño republicano. (Autobiografie) Santillana, Madrid 1996. ISBN 84-204-2870-1